# 石川県道121号鶴来停車場線
石川県道121号鶴来停車場線（いしかわけんどう121ごう つるぎていしゃじょうせん）は、石川県白山市鶴来本町地内にある一般県道（石川県道）である。

## 概要
- 起点：石川県白山市鶴来本町四丁目8番3地先（=北陸鉄道石川線鶴来駅前）
- 終点：石川県白山市鶴来本町四丁目6番1地先（=鶴来駅前交差点・石川県道45号金沢鶴来線交点）

白山市鶴来地区（旧石川郡鶴来町）の中央部の一角である北陸鉄道石川線鶴来駅と、古くからの金沢との往来であった鶴来街道を踏襲する石川県道45号金沢鶴来線とを結ぶ。実延長0.063km（=63m）は、石川県道の中では2番目に短い（2010年（平成22年）4月1日現在）。

## 歴史
- 1960年（昭和35年）10月15日：路線認定。

## 周辺施設
- 北陸鉄道石川線 鶴来駅
- 白山市鶴来支所
- 白山市立鶴来中学校
- NTT西日本 鶴来ビル

## 接続道路
- 石川県道45号金沢鶴来線（白山市鶴来本町・鶴来駅前交差点：終点）